# بیوس
بیوس (به اسپانیایی: Bellús) یک شهرستان در اسپانیا است که در Vall d'Albaida واقع شده‌است.

## خصوصیات
بیوس ۹٫۵ کیلومترمربع مساحت و ۳۸۵ نفر جمعیت دارد و ۱۸۰ متر بالاتر از سطح دریا واقع شده‌است.